# Камышловский уезд
Камышло́вский уе́зд — административно-территориальная единица в составе Пермской губернии Российской империи и Екатеринбургской губернии РСФСР, существовавшая в 1781—1923 годах. Уездный город — Камышлов.

## География
Камышловский уезд располагался в восточной части губернии и занимал площадь 15 411 км² (13 541 кв. в.). Территория уезда представляет собой ровную поверхность с лёгким уклоном на восток; лишь в западной части она более или менее холмиста, и здесь же местами вырываются на поверхность обнажения коренных кристаллических и древних осадочных пород и встречаются месторождения руд (железных) и полезных ископаемых (каменный уголь). Территория уезда пересекается реками Пышмой и Исетью, последняя, впрочем, протекает в нём на небольшом протяжении. Из притоков Пышмы наиболее значительны Кунара и Рефт, а Исети — Каменка и Синара, которая принимает в себя, в свою очередь, Багаряк. Значительных озёр нет. Из удобных земель пашни занимали площадь более чем в 3 277,62 км² (300 000 дес.), а луга и выгоны — более чем в 6 555,24 км² (600 000 дес.). Около 1/3 уезда (4 370,16 км² или 400 000 дес.) было занято лесами, сосредоточивавшимися главным образом в его западных частях.

## История
Уезд образован 27 января 1781 года в составе Екатеринбургской области Пермского наместничества. С 12 декабря 1796 года в составе Пермской губернии. 15 июля 1919 года уезд выделен из состава Пермской губернии во вновь образованную Екатеринбургскую губернию.
3 ноября 1923 года уезд был ликвидирован, часть его территории вошла в состав Камышловского района Шадринского округа Уральской области.

## Население
По данным переписи населения 1897 года, население уезда составляло 248 128 чел., в том числе в городе Камышлов — 8210 чел.

## Административное деление
В 1913 году в состав уезда входило 33 волости:
| - Балаирская - Вновь-Юрмытская — с. Вновь-Юрмытское - Грязновская - Ертарская - Закамышловская - Захаровская - Знаменская - Зырянская - Ильинская - Калиновская - Каменская — с. Каменский завод | - Катайская - Клевакинская - Колчеданская - Кочневская - Крестовская — с. Шутинское - Кунарская — с. Прокопьевское - Куровская - Куяровская - Никольская - Новопышминская - Никитинская | - Пышминская — с. Пышминское - Рамыльская — с. Беликовское - Скатинская — с. Скатинское - Талицкая — с. Талицкое - Тамакульская — с. Тамакульское - Травянская — село Травянское - Троицкая - Черемисская — с. Шаблиш - Четкаринская — с. Четкаринское - Чунинская — с. Сугат - Щербаковская — с. Щербаковское |

## Экономика
Почва (чернозём в восточных частях уезда) плодородна, а потому земледелие являлось главным занятием населения, численность которого (не считая население уездного города — 8 534 чел.) составляла 248 860 чел. (крестьян 242 428 чел.). Камышловский уезд вместе с Шадринским служил житницей для соседних нехлебородных уездов. По данным за 1883—1892 гг, сбор всех зерновых хлебов и гороха определяется в среднем остатком в 15,8 пудов на душу, за вычетом на посев. Возделываются преимущественно: озимая рожь (600,90 км² или 55 000 дес.), овёс (546,27 км² или 50 000 дес.), яровая пшеница (437,02 км² или 40 000 дес.), яровая рожь (142,03 км² или 13 000 дес.), ячмень (120,18 км² или 11 000 дес.) и горох (49,16 км² или 4500 дес.). Значительна также культура льна (38,24 км² или 3 500 дес.). Обилие лугов благоприятствовало скотоводству: лошадей в Камышловском уезде было около 60 тысяч, рогатого скота свыше 50 тысяч, овец около 50 тысяч и до 7 тысяч свиней. Из промыслов некоторое значение имеет лишь извоз. Важнейшие заводы: чугуноплавильный Каменский и 2 винокуренных, последние с оборотом около 0,5 млн. р. Значительным был также общий оборот мелких мукомолен (150 000 р.) и крупчаточных заведений (80 000 руб.), а также пивоваренного и медоваренного заводов (50 000 р.).

## Местное самоуправление
Земские расходы в 1892 году составили: 365 816 р. (1 p. 42 коп. на одного жителя), из которых:
- на народное образование — 37 608 р., или 10,28 % (на 1 жит. 14 коп.),
- на медицинскую часть 40 706 р., или 11,12 % (на 1 жит. 15 коп.),
- на земскую администрацию 15 050 р., или 4,11 %,
- на мероприятия по улучшению экономического положения населения — 2 400 р., или 0,65 %,
- на благотворительность, богоугодные заведения, пенсии и т. п. — 2 200 р., или 0,6 %.

Земские доходы, по смете на 1893 год, составили 365 817 р., из которых предполагалось собрать:
- с земель и лесов сельских обществ 106 586 р. 86 коп.,
- ведомства государственного имуществ 16 857 р. 6 коп.,
- горного ведомства 4 947 р.,
- частных владельцев 533 р. 56 коп.

В уезде было 3 полицейских стана, 8 земских участков, 32 волости, 282 сельских общества, 364 селения, 45 338 крестьянских дворов. Из общего числа 15 145,57 км², 1 386 271 дес., занимаемых уездом, крестьянской надельной земли было 9 116,81 км² (834 460 дес.); из них к 1893 году под озимым хлебом было 572,31 км² (52 383 дес.) (у частных владельцев, казны, удела и др. под озимым хлебом было 30,59 км², или 2 800 дес.), а под яровым посевом 1 356,17 км² (124 130 дес., у других владельцев — 53,58 км², или 4 904 дес.). Начальных земских училищ в уезде было 38, а школ церковно-приходских и др. — 41.